# Каурдолли ап Дивнуал
Каурдолли ап Дивнуал (валл. Cawrdolli ap Dyfnwal; умер около 770 года) — король Думнонии (750—770).

## Биография
Каурдолли был сыном Дивнуала Бойфунала, в годы около 721 года корнцы нанесли поражение англосаксам в битве у реки Хехил. Этим годом её датирует «Хронике принцев», упоминая, что Родри, правитель Гвинеда, одержал победу в битве при Хейлине в Корнуэлле. В записи о событиях 722 года в «Анналах Камбрии» упоминается битва при Хехиле в Корнуэлле, в которой бритты одержали победу. «Гвентианская хроника» сообщает, что «Родри был королём над бриттами» в 720 году и что «великая война возникла между ним и саксами, в ходе которой бритты выиграли две битвы с честью». Похоже что правитель Гвинеда прибыл на помощь правителю Думнонии.
В 722 году Ине продвигается к реке Тамар, но потерпев поражение, отступает. Крепость саксов в Тонтоне была разрушена. Эти победы оказались очень важны, они позволили продлить существование Думнонии и возвращению Девнаса. В 753 году, западные саксы во главе с Кутредом сражались с уэльсцами Корнуолла. Результат не известен, но корнуэльцы сохранили свою независимость. Примерно в 755 году территория «Дефнас» находилась под значительным давлением со стороны западных саксов, происходит расширение Уэссекса на запад. В следующие тридцать лет восточный и северный Девон постоянно атакуется саксами.